# Rhopalicus
Rhopalicus is een geslacht van vliesvleugeligen uit de familie Pteromalidae. De wetenschappelijke naam van dit geslacht is voor het eerst geldig gepubliceerd in 1856 door Förster.

## Soorten
Het geslacht Rhopalicus omvat de volgende soorten:
- Rhopalicus atricornis (Förster, 1841)
- Rhopalicus guttatus (Ratzeburg, 1844)
- Rhopalicus magdalis (Ratzeburg, 1848)
- Rhopalicus nudicoxalis Askew, 1994
- Rhopalicus opisthotomus (Ratzeburg, 1848)
- Rhopalicus pallipes Provancher, 1888
- Rhopalicus pulchripennis (Crawford, 1912)
- Rhopalicus quadratus (Ratzeburg, 1844)
- Rhopalicus tutela (Walker, 1836)
- Rhopalicus virescens (Ratzeburg, 1844)
- Rhopalicus zolae Grissell, 1983